# 美术史

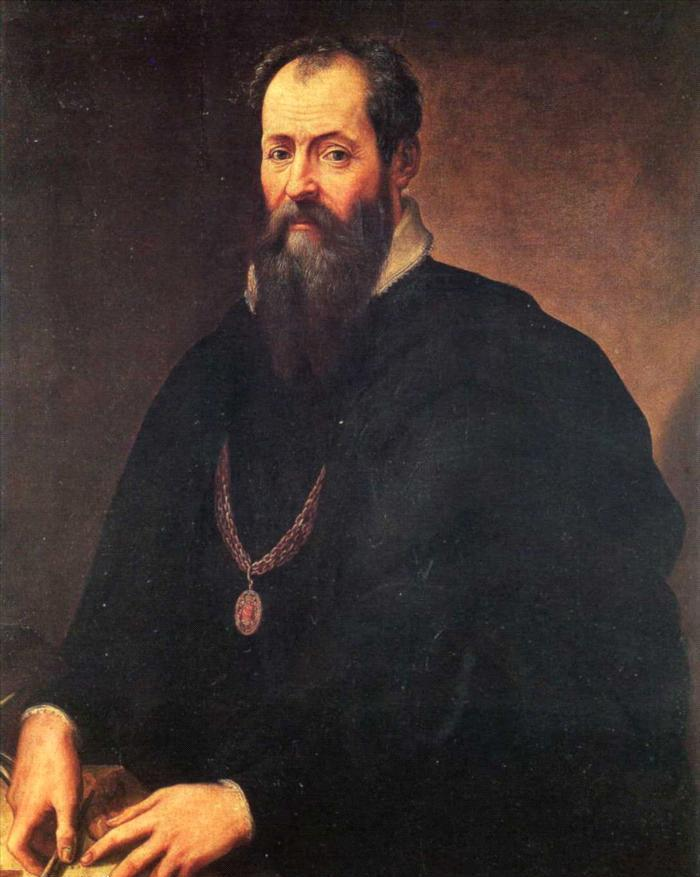
乔尔乔·瓦萨里，自画像

美术史是有關美術作品的歷史發展及其風格的研究，風格可能包括其藝術類型、設計、形式及風格等。它也研究和描述美术在其当时和当地的美术感和世界观条件下的文化作用以及艺术家的创作过程。美术史一般研究的對象會包括繪畫、雕塑及建築，也會包括陶瓷、家具及其他装饰藝術。

## 研究范围

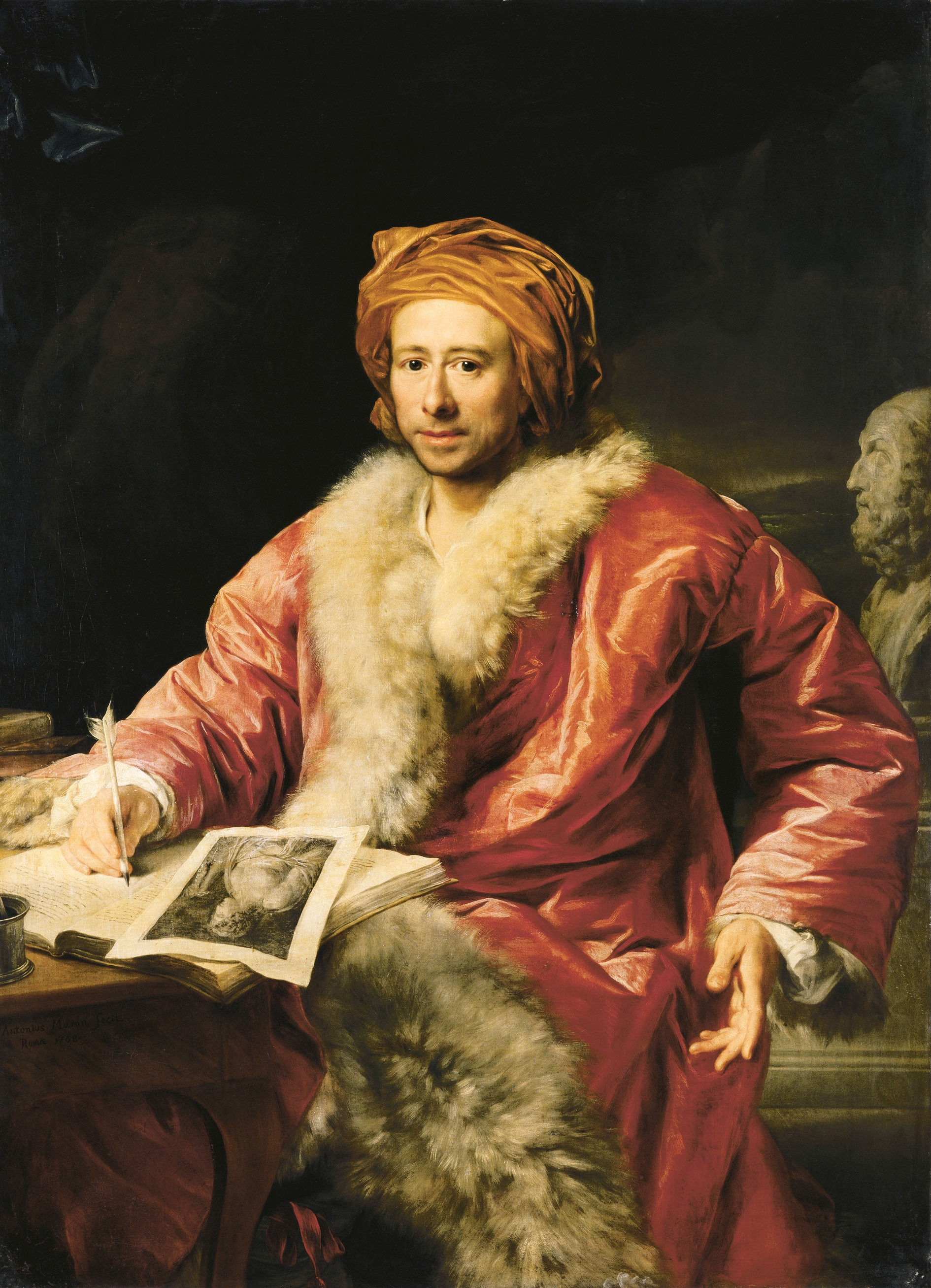
约翰·约阿希姆·温克尔曼，1768年肖像画，安东·冯·马隆画

美术有着悠久的历史。从人类一出现就开始了美术史，原始社会时期人类就会在岩壁上描绘动物和狩猎的图案，随着文明的发展，最早的文字也是从图画中演变出来的。美术是一种精神产物，历史上一直是和宗教联系在一起的，随着技术的进步，绘画材料的发展，画家不断追求更加逼真地描绘对象，導致美术的水平不断发展。随着美术的社会功能、美术的地位和美术理论的发展，美术本身也不断地变化。美术史研究美术作品的内容、其在时间和空间的位置，以及观众对这些作品的看法。美术作品的风格联系以及其历史关联，被看作是每部作品的产生前提，在讨论一个作品时必须将这个前提条件结合讨论。
与艺术评论不同的是：美术史的研究者一般研究历史上的作品，对当代的作品和内容至少试图使用科学的、工具化的方式来进行研究。美术史承认对一部作品的理解本身，是受到分析者的历史环境影响的。
经典的美术史的研究对象是从中世纪早期开始至现代的欧洲和近东的绘画、制图、雕塑和建筑。从19世纪后半叶开始美术史也开始研究教会收藏的艺术作品和宝藏。史前史也研究文字出现之前的美术发展。考古学和埃及学的研究也包括地中海早期文明的美术发展。早期的美术史仅限于从4世纪基督教成为罗马帝国的国教开始到现代的欧洲美术。在近代和现代其研究范围扩展到受到欧洲文化影响的（被大多数人称作的）西方世界，即也包括美洲或者世界其它地方的西方美术。
这些国家之外的非欧洲文化的艺术研究，则是汉学、阿拉伯学、非洲学以及民族学的研究对象之一。20世纪前半叶中美术史的研究范围也扩展到了其它文化圈（比如非洲美术史或亚洲美术史）的美术作品。新的表现形式如摄影、新媒体以及新的艺术种类如工艺美术和设计的作品也被纳入美术史的研究范围。美术史的最新发展是忽视一部作品的图像，而仅对其作用和发展分析的图像科学（比如游戏学）。

## 历史
《艺苑名人传》（Le vite de' più eccellenti architetti, pittori, et scultori italiani, da Cimabue insino a' tempi nostri），是第一部严格意义上的艺术史著作，作者是意大利艺术家乔尔乔·瓦萨里，该书从13世纪佛罗伦萨画家契马布埃开始，一直写到16世纪的艺术巨匠米开朗基罗，寫到書的最末卷是他自己。文艺复兴一词就来源于此书。首版由Lorenzo Torrentino印刷出版于1550年的佛羅倫薩。1568年再版，並加上了藝術家肖像。

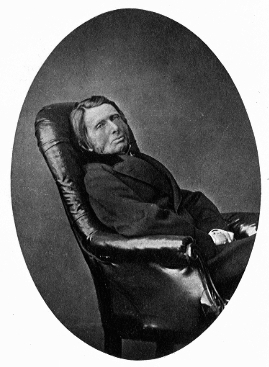
约翰·罗斯金，刘易斯·卡莱尔1874年拍摄的照片

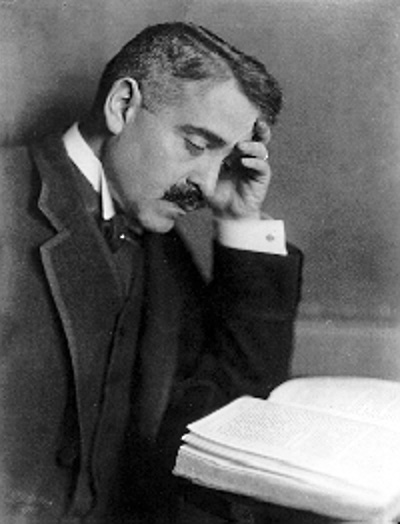
阿比·瓦尔堡，约1900年

最早提出美术史这个名词的是溫克爾曼。他是第一位在他的著作中对古代美术作品进行仔细的风格历史研究的人。18世纪末约翰·多米尼克·菲奥里洛在哥廷根大学奠定了美术史的学术基础。浪漫主义为美术史带来了另一个推动。卡尔·鲁穆尔和古斯塔夫·弗里德里希·瓦根为美术科学奠定了基础。他们和其他历史学家如雅各·布克哈特、卡尔·尤斯蒂等建立了一个新的学术科学，他们将美术结合在文化史中来研究。除此之外随着对美术作品收藏兴趣的产生和发展，人们开始对艺术品进行分类的研究。从这个研究方向中产生了实证主义的美术史流向（乔瓦尼·莫雷利、高特弗里特·森佩尔等）。第三个流向来自哲学和美学，一直到后来也有许多美术史学家将美术史与哲学结合在一起研究，比如海因里希·沃尔夫林（Heinrich Wölfflin，1864-1945）、阿比·瓦尔堡等。
美术史分类
（按时间）
- 史前美术史
- 古代美术史
  - 中国古代美术史
  - 欧洲古代美术史
  - 印度古代美术史
  - 阿拉伯古代美术史
  - 非洲古代美术史
  - 美洲古代美术史
  - 澳洲古代美术史
- 近代美术史
  - 西方近代美术史
  - 中国近代美术史
  - 日本近代美术史
  - 拉丁美洲近代美术史
- 现代美术史

（按地区）
- 中国美术史
- 西方美术史